# SAR-Klasse 24
Die Lokomotiven der Klasse 24 der South African Railways (SAR) sind Nebenbahn-Dampflokomotiven mit der Achsfolge 1'D2' (Berkshire). Es sind die einzigen südafrikanischen Lokomotiven mit dieser Achsfolge.
Als erste südafrikanische Lokomotive erhielt die Klasse 24 einen Stahlguss-Rahmen mit angegossenen Zylindern, eine aus den USA stammende Bauweise, die auch bei der nachfolgenden Klasse 25 angewandt wurde. Für den Betrieb auf schwachen Gleisen wurden die Lokomotiven für eine Achslast von nur 11,9 Tonnen ausgelegt, und der Tender der Bauart Vanderbilt mit zylindrischem Tank erhielt zwei dreiachsige Drehgestelle. Bei einem Gesamtgewicht von 56 Tonnen fasst er neun Tonnen Kohle und 20 Kubikmeter Wasser.
100 dieser Lokomotiven wurden 1948 und 1949 von North British Locomotive Works geliefert und zunächst auf Strecken in Südwestafrika eingesetzt. Als sie 1961 von Diesellokomotiven verdrängt wurden, kamen sie nach Südafrika, überwiegend nach Transvaal und in die Kap-Provinz.
Einige der Lokomotiven, darunter die Nummern 3655 und 3668, sind bis heute betriebsfähig; auf der Strecke George–Knysna sind sie fahrplanmäßig im Einsatz. Lok Nr. 3638 steht als Denkmal im Skukuza Rest Camp im Kruger-Nationalpark.
Die Lokomotive Nr. 3620 wurde 2003 nach Australien gebracht und war auf der Strecke zwischen Cairns und Kuranda im Einsatz. Derzeit ruht jedoch der Dampfbetrieb auf dieser Strecke (Stand August 2006).